# Edward Walter Eberle
Edward Walter Eberle, ameriški admiral, * 17. avgust 1864, Denton, Teksas, † 1929, Washington, D.C.
V njegovo čast so poimenovali ladji USS Admiral E. W. Eberle (AP-123) in USS Eberle (DD-430).